# 庄古墳
庄古墳（しょうこふん）は、三重県松阪市庄町にある古墳。形状は円墳。松阪市指定史跡に指定されている。

## 概要
三重県中部、櫛田川上流北岸の山塊南斜面麓に築造された古墳である。これまでに発掘調査は実施されていない。
墳形は円形で、直径16.5メートル（斜面方向）・高さ1.6メートル（北裾）を測る。墳丘北側では溝状の窪みが認められ、斜面を削って墳丘を整えた際のものと推測される。埋葬施設は片袖式の横穴式石室で、南方向に開口する。玄室が長大であるのに対して羨道が極端に短い点で特徴を示す石室になる。石室内からは須恵器（坏蓋1・坏蓋1・壺3、現存坏蓋1点）が検出されている。築造時期は古墳時代後期の6世紀末（または6世紀後半）頃と推定される。
古墳域は1978年（昭和53年）に松阪市指定史跡に指定されている。

## 埋葬施設

石室俯瞰図

石室展開図

埋葬施設としては片袖式横穴式石室が構築されており、南方向に開口する。石室の規模は次の通り。
- 石室全長：8メートル
- 玄室：長さ7メートル、幅1.7メートル、現在高さ2.8メートル（元は3メートル以上か）
- 羨道：幅1.44メートル

玄室の幅と長さは1対4であり、狭長の平面形を呈する。石材は横位に積み、側壁上部は持ち送って構築する。玄室の天井石は7枚。

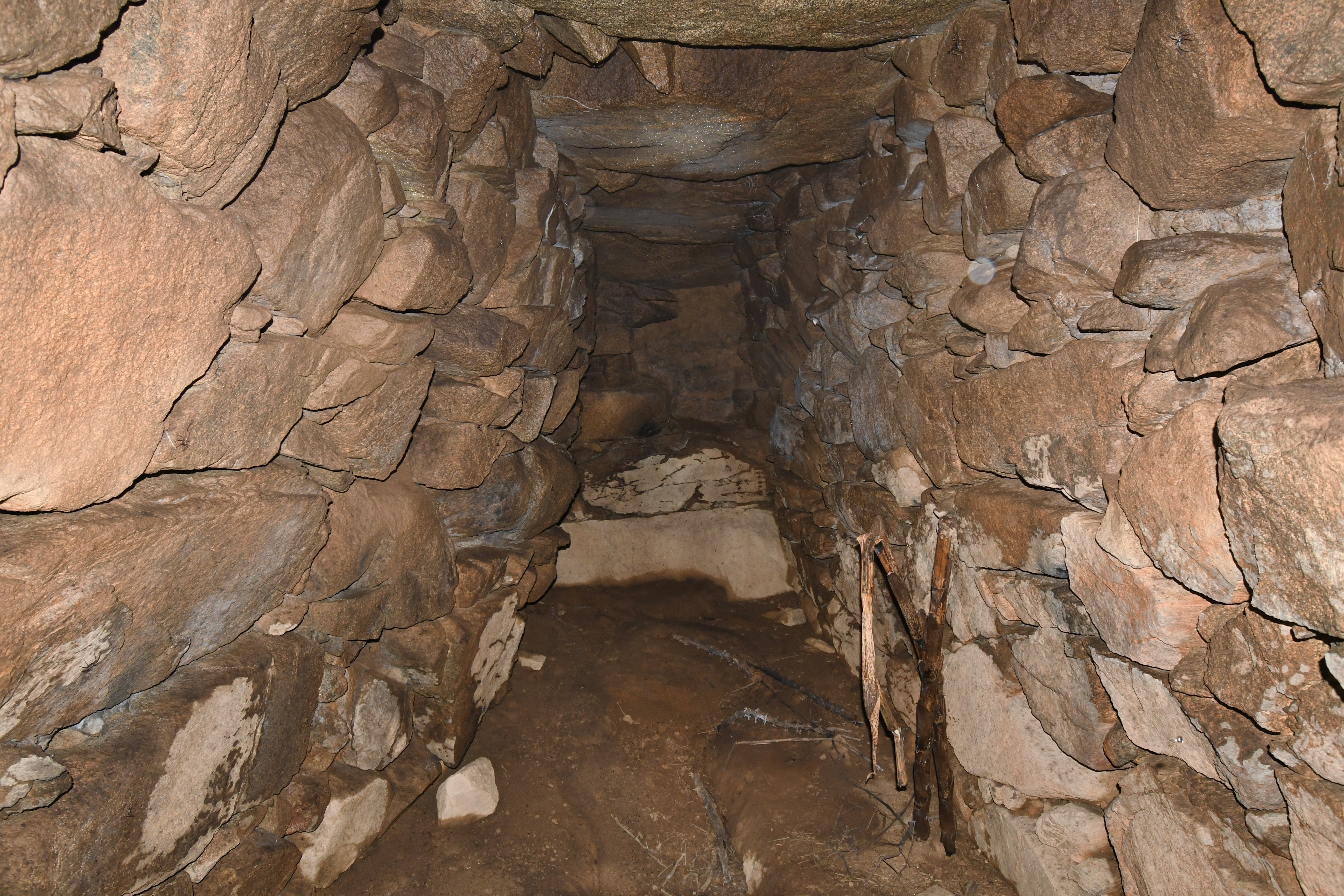
玄室（奥壁方向）
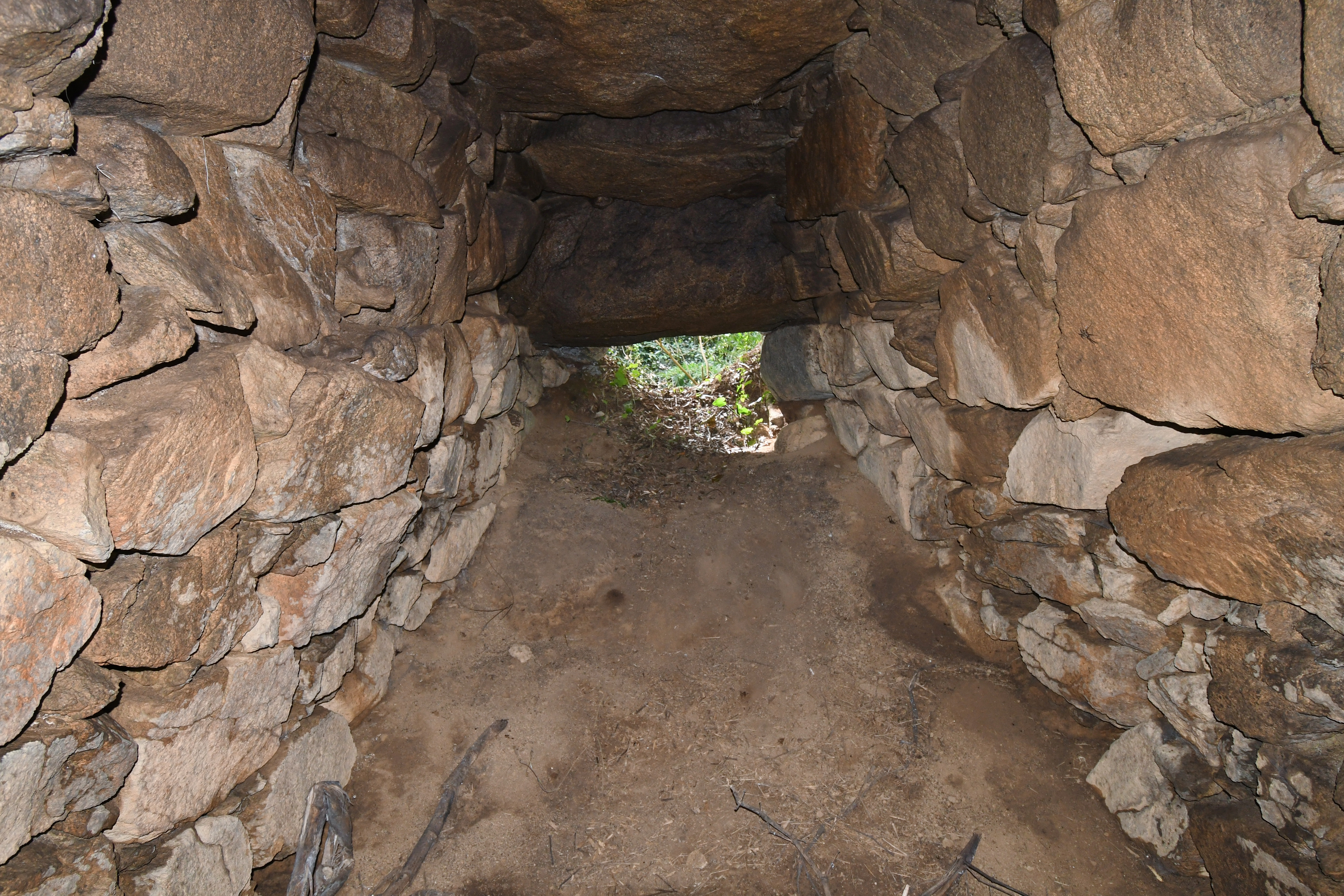
玄室（開口部方向）
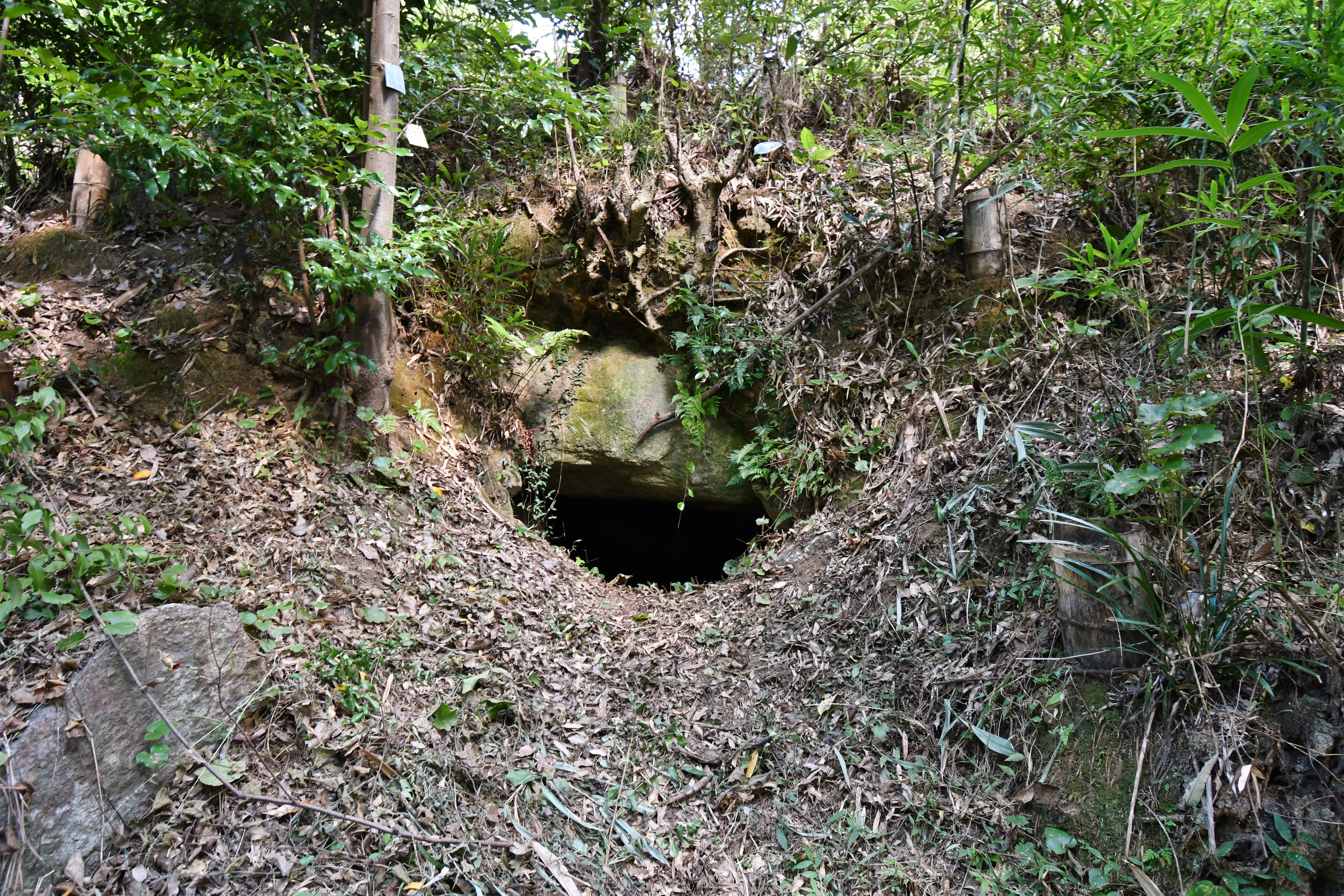
開口部

## 文化財

### 松阪市指定文化財
- 史跡
  - 庄古墳 - 1978年（昭和53年）11月11日指定。

## 関連項目

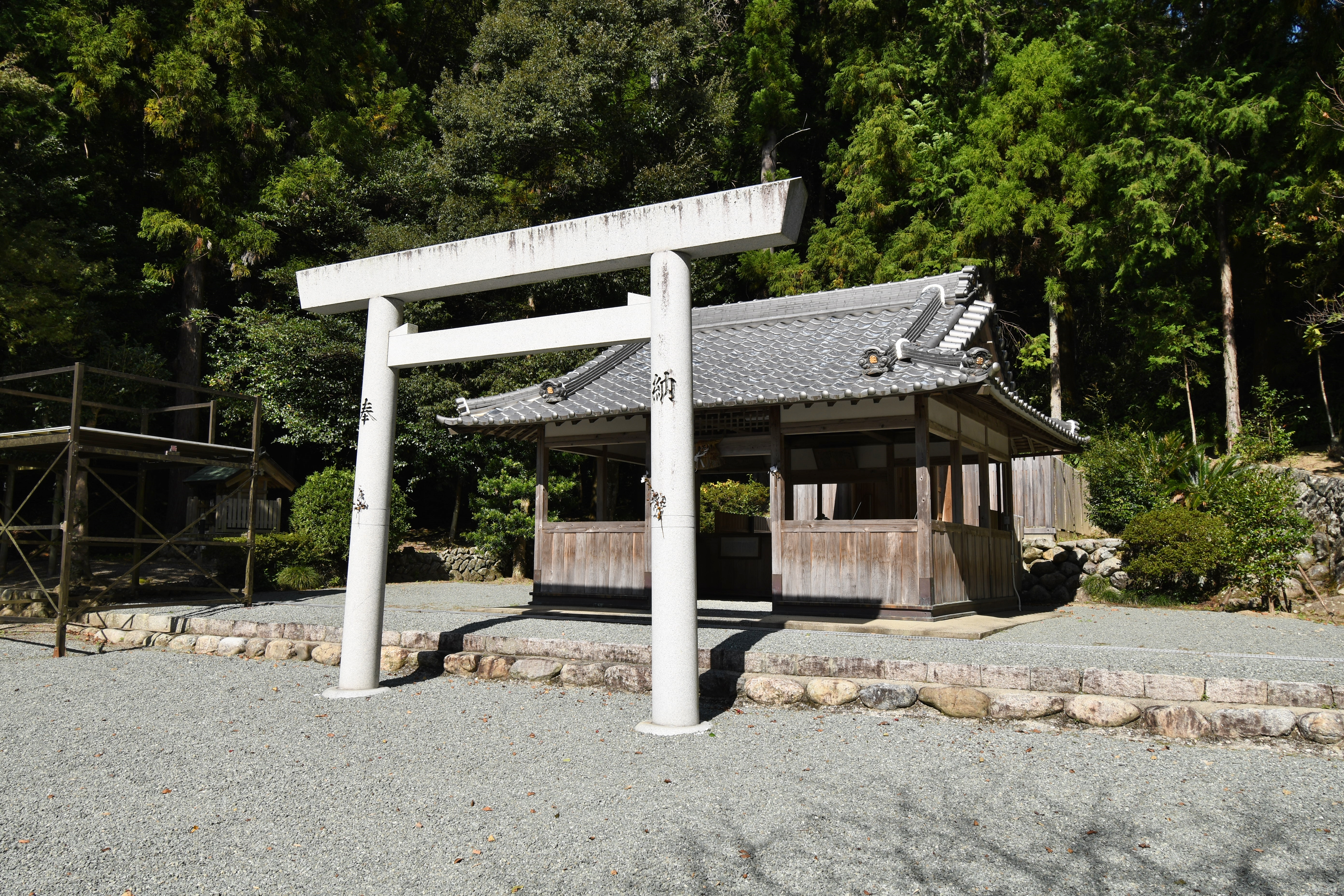
紀師神社